# ウンディナ (小惑星)
ウンディナ (92 Undina) は、小惑星帯に位置する比較的大きな小惑星の一つ。M型小惑星で高いアルベドを持つ。約800万年前にできたヴェリタス族の小惑星の中で最も大きい。
1867年7月7日にアメリカ合衆国の天文学者、クリスチャン・H・F・ピーターズ (Christian Heinrich Friedrich Peters) により発見された。ドイツの作家フリードリヒ・フーケの人気小説Undineに登場するヒロインの名前にちなんで命名された。
2006年に岡山県と三重県で掩蔽が観測された。